# Newtonville

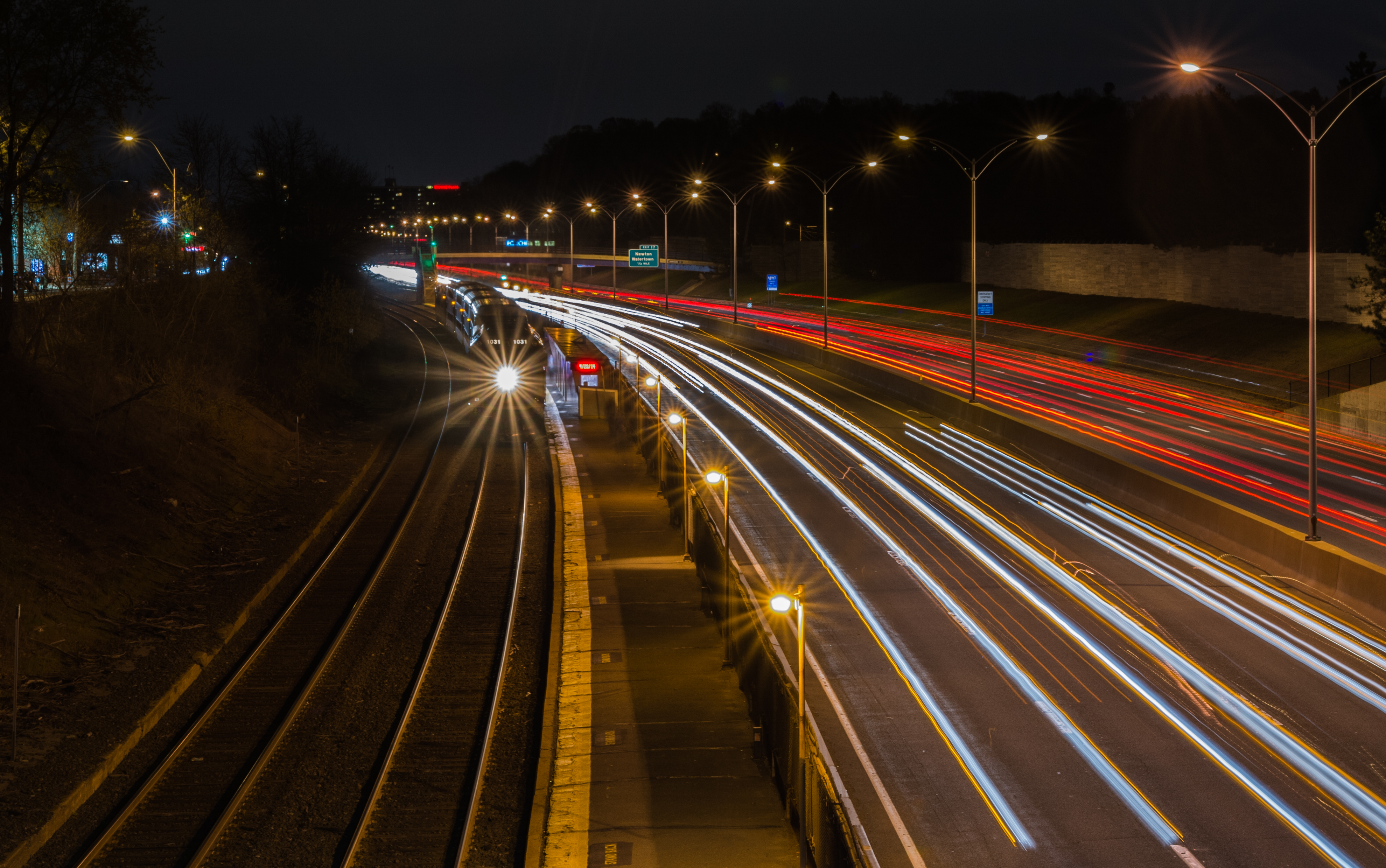

Newtonville é uma aldeia no município de Newton, no estado americano de Massachusetts. Foi onde morreu Kurt Lewin, um grande estudioso da psicologia.